# Keinojärvi
Keinojärvi eller Keäinujävri är en sjö i Finland. Den ligger i kommunen Enare i landskapet Lappland, i den norra delen av landet, 1 100 km norr om huvudstaden Helsingfors. Keinojärvi ligger 79 meter över havet. Arean är 7,1 hektar och strandlinjen är 1,9 kilometer lång. Sjön  ingår i Neidenälvens huvudavrinningsområde. 